# Ritchiea noldeae
Ritchiea noldeae är en kaprisväxtart som beskrevs av Arthur Wallis Exell och Mendonca. Ritchiea noldeae ingår i släktet Ritchiea och familjen kaprisväxter. Inga underarter finns listade i Catalogue of Life.